# 쌍둥이자리 이오타
쌍둥이자리 이오타(ι Geminorum, ι Gem)는 쌍둥이자리에 있는 +4 등급의 항성이다. 하늘에서는 카스토르, 폴룩스와 이등변 삼각형을 이루며, +5등성인 쌍둥이자리 64, 65로부터 1도 이내의 거리에 위치한다.

## 명명법
五諸侯(Wu Zhū Hóu)는 동아시아 별자리에서 정수에 속해있다. 따라서 ι 쌍둥이자리 자체를 五諸侯三 라고도 한다. ( Wu Zhū Hóu sān, 영어: the Third Star of Five Feudal Kings). 라틴어로 앞발을 의미하는 고유명인 Propus라고 불렸기도 하지만, 다른 항성에 이 이름이 부여됐다.

## 속성
쌍둥이자리 이오타는 27.1의 연주시차로 측정되어, 태양으로부터 약 120.4광년 떨어져 있다. 또한, G9III의 거성임이 확인되었다. 이 별은 태양의 1.89배 질량을 갖고 있지만 반지름은, 태양 반경의 10배로 확인됐다. 유효 온도 4753K로 태양의 48배 밝기로 외기에서 빛이 난다.